# Nick Mason's Saucerful of Secrets
I Nick Mason's Saucerful of Secrets sono un supergruppo rock psichedelico/rock progressivo britannico formato nel 2018 per iniziativa di Nick Mason, batterista dei Pink Floyd.

## Storia
Il 17 aprile 2018 Mason ha annunciato il suo ritorno sulle scene musicali con la costituzione di un gruppo musicale con l'intento di eseguire dal vivo il repertorio dei Pink Floyd antecedente all'ottavo album The Dark Side of the Moon del 1973, focalizzandosi in particolar modo al periodo in cui Syd Barrett figurava in formazione negli album The Piper at the Gates of Dawn e A Saucerful of Secrets. Come componenti Mason ha reclutato il bassista Guy Pratt (storico collaboratore dei Pink Floyd), il chitarrista e cantante Gary Kemp degli Spandau Ballet, il chitarrista Lee Harris e il tastierista Dom Beken.
Il primo concerto del gruppo si è svolto il 20 maggio presso il Camden Dingwalls di Londra di fronte a un pubblico di un centinaio di persone, durante il quale sono stati eseguiti brani difficilmente proposti in passato dai Pink Floyd, come Arnold Layne, Lucifer Sam e Bike. Tra il 21 e il 24 maggio la formazione ha invece tenuto tre concerti al The Half Moon di Londra, mentre a settembre dello stesso anno ha intrapreso la prima tournée europea, partendo dal Cirkus di Stoccolma il 2 settembre e concludendo al Royal Concert Hall di Nottingham il 29 dello stesso mese.
Tra marzo e aprile 2019 i Nick Mason's Saucerful of Secrets si sono esibiti in Nord America, venendo affiancati nella data del 18 aprile al Beacon Theatre di New York da Roger Waters durante l'esecuzione di Set the Controls for the Heart of the Sun. Un'ulteriore tournée europea si è svolta nell'estate dello stesso anno, con date tra Francia, Germania, Italia, Malta, Paesi Bassi e Svizzera.
Agli inizi del 2020 il gruppo ha annunciato una nuova tournée per la primavera dello stesso anno, tuttavia posticipata all'anno seguente a causa della pandemia di COVID-19. Contemporaneamente è stata rivelata anche la pubblicazione del primo album dal vivo Live at the Roundhouse, originariamente previsto per il 17 aprile e in seguito posticipato al 18 settembre a causa della sopracitata pandemia; come anticipazione al disco è stato reso disponibile il doppio singolo See Emily Play/Vegetable Man, distribuito il 29 agosto in occasione del Record Store Day.

## Formazione
- Nick Mason – batteria, percussioni
- Gary Kemp – chitarra, voce
- Guy Pratt – basso, voce
- Dom Beken – tastiera, cori
- Lee Harris – chitarra, cori

## Discografia

### Album dal vivo
- 2020 – Live at the Roundhouse

### Singoli
- 2020 – See Emily Play/Vegetable Man